# 雪球夹

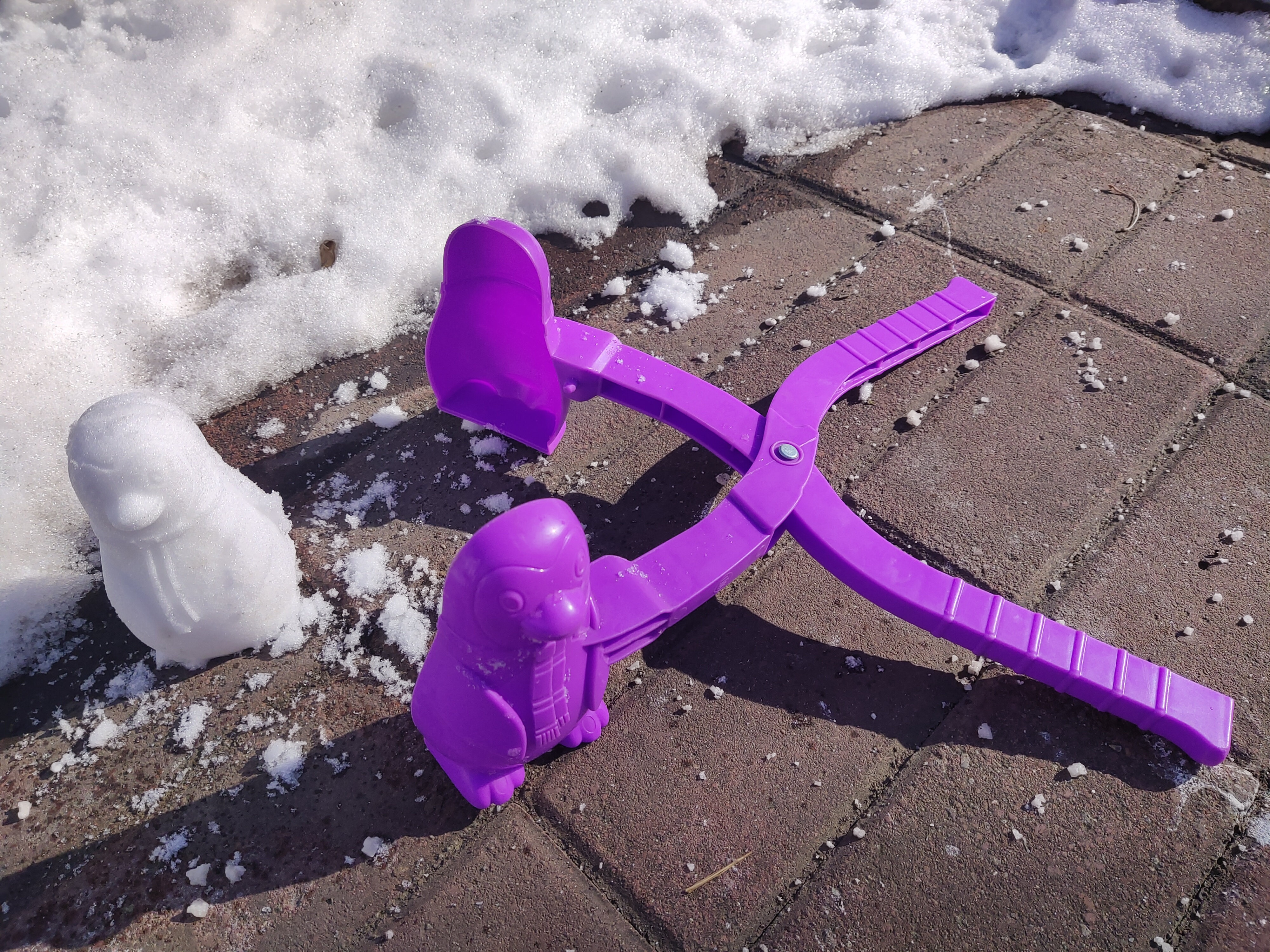
雪球夹（企鹅形状）

雪球夹是一种玩具，包含一个手柄和一个夹头，夹头形态各异，可以夹出对应造型的雪球。该玩具通常为塑料制品，被部分媒体称为“玩雪神器”。

## 历史
该玩具在中国内地流行于21世纪初，2007年以“雪球夹”为名授权的实用新型专利是其早期专利之一。

## 玩法
双手持手柄操作：将夹头放置在雪中，将手柄向内合并，夹头自然合拢的同时，雪被夹实。将手柄打开，便产生了与夹头形状相对应的雪球。